# 意大利驻中国远征军
意大利驻中国远征军是意大利参与镇压义和团事件的一只部队。由于义和团事件的爆发，在1900年春，意大利王国决定排遣一支部队参加八国联军，前往中国保护侨民和传教士的安全。

## 背景
義大利在中國沒有租界或港口作為基地，於是在1899年春向清庭要求租借浙江三門灣作為海軍基地，遭清庭拒絕。
1882年義大利和德國、奧匈帝國結成軍事同盟，因此德國決定出兵維持治安後，義大利也派出遠征軍。:322

## 构成
远征军的指挥官由来自特种步兵营大校Vincenzo Garioni指挥
构成如下：:322-323
- 一个步兵营，由中校TOMMASO SALSA指挥，抽调四个不同的连组成一个整编团。它们来自(cuneo团8营10连)（Modena团41营10连）（forli团43营6连）（ancona营69团12连）；
- 一个特种步兵营“远东”营组成，由来自第五特种步兵营“罗马”营的指挥官LUIGI AGLIARDI指挥，由四个连构成；
- 一个机炮连，拥有四门GARDENER步兵炮。指挥官上校ALCIDE VALLAURI；
- 一个由三只小队构成的独立混合工兵部队（架桥小队，工程小队，通信小队）指挥官中尉VITI MODAGNO；
- 一支铁匠小队；
- 一支皇家宪兵小队（一名上士，一名宪兵队长，六名士兵）。直接从属于指挥官中尉PIETRO VERRI。负责收集情报。

分遣队总数为1882名士兵和军官，83名官员以及178匹骡马。
士兵全由部队志愿者中招募，享受40角的津贴，军官则是总共2千里拉，官员是8千里拉。远征军13%的成員是罪犯，原因是志愿者不足時用抽籤補足，而各部隊長官趁機將最不想要的人送到远征军裡。:335

## 行程
在部队准备期间，海军拍出了侦察舰队。其中搭载了四个连的海军陆战队，统一由海军上将CANIANI指挥。
從1900年7月16日到19日，部队在那不勒斯港完成了集结，搭乘Navigazione Generale Italiana公司的三艘船（馬爾科·明格蒂號、新加坡號、爪哇號），並接受義大利國王翁贝托一世的檢閱。:323同时随军出发的还有为数不少的记者，如老路易吉·巴爾齊尼。29日早晨，翁贝托一世在蒙扎度假時被刺。
远征军于7月19日离开本土，7月23日抵达埃及塞得港，29日抵达也门亚丁港，8月12日抵达新加坡。8月29日抵达大沽口。在中国登陆后部队乘坐火车前往北京。:324-325

## 后勤供应
由于大部分人乐观估计中国应该如同非洲一般炎热。因此士兵只是穿着布制制服，头戴沉重的橡木帽子。但实际上中国北方在冬季某些省份可达零下二十度。诚如老路易吉·巴爾齊尼在报纸晚邮报上写道的：“È un vero peccato che questi eroici giovanotti si sentano ridicoli e avviliti. Non si può andare all'assalto coperti di palandrane cinesi di tela variopinta messe solo per non morire di freddo。”
当远征军再次检查自己的运输马匹时，也发现随军的数量不足。缺少大量的骡子。结果人力运输承担了运输量的一半。
每日士兵可得的食物定量（理论上）为：750克面包，375克肉，125克米或面粉，15克咖啡，20克糖，20g克盐，0.5克胡椒。

## 军事行动
八国联军于8月16日晚已经占领北京全城，而远征军29日才抵达大沽口，因此远征军沒有直接作战的机会。而先期参与攻打京城的部队一同作战的意大利部队人数只有45人，其中大多数为仪仗队。北京使館區守軍唯一的一門砲則來自意大利部隊，這門一磅速射砲有120發砲彈。
八国联军于9月26日任命德国元帅阿尔弗雷德·冯·瓦德西为总指挥。这一任命引起了英国和法国的强烈不满，而意大利人因为三国同盟的关系，同意由德国指挥。意大利人的营区驻扎在黄村附近。根据冲突记录中的描述，这个街区的抢劫与掠夺低于其他的占领区。 
当然，意大利人也承担着镇压内陆的中国军民抵抗以及解决联军纷争的任务。如9月2日为了镇压在Chan-hai-tuan的470名起义者，远征军出动了三个连的部队，两个特种步兵连和一个海军步兵连。在另一个行动中，在被法国人占领的保定府，由于违反了联军统帅瓦德西的命令（原命令为此地由德意部队占领） Garioni大校出动部队迫使法国人撤出。瓦德西命令德、意、奧三國軍隊襲擊張家口，以解除當地一萬名清軍對北京的威脅。远征军派了24名軍官、575名士兵參加此次行動。行動於11月12日展開，負責指揮的德軍上校發現清軍已經撤退，在張家口搶劫了過冬所需的牲口後率軍返回。12月2日，聯軍分配張家口的戰利品，远征军分得940頭羊、84頭牛、50頭騾、21匹駱駝、1000張羊皮，以及白銀一萬五千兩。:332-333
远征军于1901年8月開始回國。特种步兵的两个连在1902年回国，而其余的连，与美国海军陆战队混成营继续留在中国直到1905年。根据和平条约，1901年9月7号，意大利得到了位于天津的租界，面积为450,000平方米，天津意租界的存在一直持续到1943年9月10日，后被日軍接管。